# Биккер, Корнелис
Корнелис Биккер (нидерл. Cornelis Bicker; 25 октября 1592, Амстердам — 15 сентября 1654, Амстердам) — регент Амстердама, директор Голландской Вест-Индской компании, торговец сахаром, губернатор Рейнланда, представитель Амстердама в Штатах Голландии.
Он относился к династии Биккеров из Амстердама, которые вместе с близкими им де Граффами, полвека правили Амстердамом и контролировали провинцию Голландия. Обе династии были могущественными и влиятельными в годы с 1640 по 1672, когда Республика Соединенных провинций Нидерландов достигла вершины своего могущества.

## Биография
Корнелис был сыном Геррита Биккера и Алейд Буленс. Его братьями были Андрис, Якоб и Ян. В 1622 году он стал директором Голландской Вест-Индской компании, и он также был членом различных наблюдательных советов, в том числе в Амстердамском банке. В 1628 году он стал шеффеном. В 1632 году он купил замок Свитен с поместьем, по названию которого с тех пор стал именоваться Биккер ван Свитен. В 1634 он был назначен капитаном городских стрелков (гражданского ополчения). Он был мэром Амстердама в 1646, 1650 и 1654 годах. В 1647 году он был представителем Восточной Фризии в Генеральных штатах.

### После Мюнстерского мира

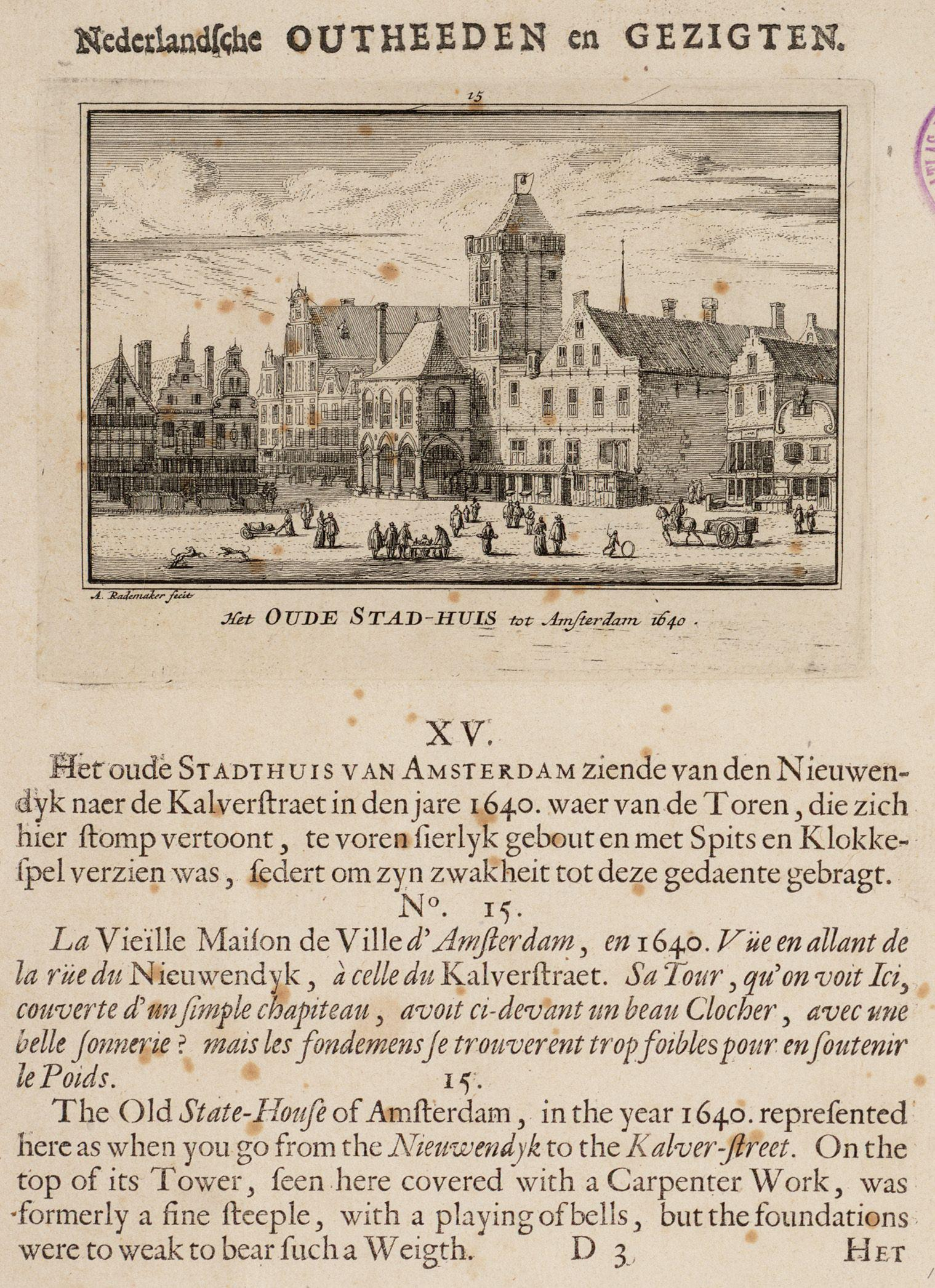
Старая ратуша, рисунок Абрахама Радемакера

Корнелис Бикер поддерживал своего брата Андриса, Якоба де Витта и Корнелиса де Граффа насчёт заключения Мюнстерского мира и в мае 1650 года внёс предложение о роспуске регулярной армии. 30 июля 1650 года он привёл в готовность городскую милицию в связи с нападением на Амстердам армии Вильгельма II Оранского. Когда принц и его армия приближались, они были обнаружены почтовым курьером, направлявшимся из Гамбурга в Амстердам. Он предупредил дроста Мёйдена, Герарда Андриса Биккера, сына Андриса Биккера, который незамедлительно выехал в Амстердам. Бывший мэр Андрис и действующий мэр Корнелис Биккеры распорядились поднять мосты, закрыть ворота и выдвинуть на позиции артиллерию. На Яна Корнелиса Гелвинка была возложено неблагодарное поручение по переговорам со штатгальтером.
После того, как не удалось нападение на Амстердам в 1650 году, де Графф получил от Вильгельма требование, чтобы Андрис и Корнелис Биккеры ушли в отставку со своих должностей в городском совете. Тем не менее, 22 ноября того же года, после смерти штатгальтера, они были уже восстановлено в своих должностях.

## Искусство
Корнелис Биккер запечатлён в качестве капитана на групповом портрете городских ополченцев 1638 года работы Иоахимa фон Зандрарта, который находится в Рейксмюсеуме в Амстердаме. Он был написан для визита Марии Медичи. В 1654 году он приобрёл картины Говерта Флинка. Его воспевал сам Вондел.

## Брак и дети
Корнелис Биккер женился в 1617 году на Артге Витсен (1599-1652) и пара поселилась на улице Сингел 130, в здании, которое было продано Биккерами только в 1767 году. В 1618 году портрет пары в полный рост был написан Корнелисом ван дер Вортом. У супругов было пятеро детей:
- Маргарета, была замужем за Герардом ван Хеллемондом и Корнелисом Гелвинком
- Алида, вышла замуж за Ламберта Рейнста
- Элизабет, вышла замуж за своего двоюродного брата Андриса де Граффа
- Мария, вышла замуж за Гербранда Орнию
- Герард Биккер ван Свитен (1632-1716), был женат на Катарине Сейпестейн